# Bruguières
Bruguières település Franciaországban, Haute-Garonne megyében. Lakosainak száma 5908 fő (2022. január 1.). Bruguières Saint-Sauveur, Castelginest, Cépet, Gratentour, Lespinasse, Saint-Alban és Saint-Jory községekkel határos.

## Népesség
A település népességének változása:
| Lakosok száma | 1169 | 2524 | 3862 | 4594 | 5007 | 5526 | 5832 | 5890 | 6005 | 5908 |
|               | 1968 | 1982 | 1999 | 2006 | 2011 | 2015 | 2017 | 2018 | 2020 | 2022 |